# Copa de Francia de Fútbol 2020-21
La Copa de Francia de fútbol 2020-21 fue la 104 edición de la Copa de Francia, competición de eliminación directa entre los clubes de fútbol aficionado y profesional afiliados del Sistema de ligas de fútbol de Francia de la Federación Francesa de Fútbol. El número exacto de clubes participantes varía cada año, pero se puede estimar en más de 7 000.
El ganador obtiene acceso directo a la fase de grupos de la Liga Europa de la UEFA 2021-22.

## Desarrollo de la competición
El sistema es el mismo que aquel utilizado los años precedentes. Por primera vez, los equipos pueden efectuar un cuarto cambio en caso de prolongación.
En las seis primeras rondas, participan los equipos más modestos de las ligas departamentales, las ligas regionales, el Championnat National 3, el Championnat National 2 y hasta los equipos del Championnat National, que entran en la quinta ronda. También participan equipos de estos territorios de ultramar franceses:
- Liga Guadalupense de Fútbol
- Liga de Fútbol de la Guayana Francesa
- Liga de Fútbol de Martinica
- Championnat de Mayotte de football
- Championnat de La Réunion de football
- Primera División de Polinesia Francesa
- Superliga de Nueva Caledonia

Desde la octava ronda entran los equipos profesionales de la Ligue 2. Finalmente desde la fase final, en los Treintaiseisavos de final, los equipos profesionales de la Ligue 1 entran en competición.

## Calendario
|                                                                                             | Ronda                          | Fecha                               | Equipos participantes | Siguiente ronda |
| Primera fase (2020)                                                                         |                                |                                     |                       |                 |
| Eliminatorias previas. Entran en esta ronda todos los equipos por debajo la quinta división |                                |                                     |                       |                 |
| 0                                                                                           | Ronda preliminar               | Fechas regionales                   | más de 15 000         | más de 8000     |
| 1                                                                                           | Primera ronda                  | Fechas regionales                   | más de 8000           | más de 4000     |
| 2                                                                                           | Segunda ronda                  | Fechas regionales                   | más de 4000           | más de 2000     |
| Entran en esta ronda 168 clubes de la National 3 (quinta división)                          |                                |                                     |                       |                 |
| 3                                                                                           | Tercera ronda                  | domingo 15 de septiembre            | 2146                  | 1073            |
| Entran en esta ronda de los 51 clubes de la National 2 (cuarta división)                    |                                |                                     |                       |                 |
| 4                                                                                           | Cuarta ronda                   | domingo 20 de septiembre            | 1124                  | 562             |
| Entran en esta ronda de los 18 clubes del Championnat National (tercera división)           |                                |                                     |                       |                 |
| 5                                                                                           | Quinta ronda                   | domingo 4 de octubre                | 580                   | 290             |
| 6                                                                                           | Sexta ronda                    | domingo 18 de octubre               | 290                   | 145             |
| Entran en esta ronda 11 clubes de las ligas de Francia de ultramar                          |                                |                                     |                       |                 |
| 7                                                                                           | Séptima ronda                  | sábado 1 de noviembre               | 176                   | 88              |
| Entran en esta ronda los 20 clubes de Ligue 2                                               |                                |                                     |                       |                 |
| 8                                                                                           | Octava ronda                   | sábado 12 y domingo 13 de diciembre | 88                    | 44              |
| Fase final (2021)                                                                           |                                |                                     |                       |                 |
| Entran en esta ronda los 20 clubes de Ligue 1                                               |                                |                                     |                       |                 |
| 9                                                                                           | Treintaidosavos de final       | febrero                             | 64                    | 32              |
| 10                                                                                          | Dieciseisavos de final         | Marzo                               | 32                    | 16              |
| 11                                                                                          | Octavos de final               | Abril                               | 16                    | 8               |
| 12                                                                                          | Cuartos de final               | Abril                               | 8                     | 4               |
| 13                                                                                          | Semifinales                    | Mayo                                | 4                     | 2               |
| 14                                                                                          | Final en el Estadio de Francia | 19 de mayo de 2021                  | 2                     | Campeón         |

## Resultados

### Resultado de los clubes profesionales
- Los clubes de Nacional participan en la competición desde la quinta ronda.
- Los clubes de Liga 2 participan en la competición desde la octava ronda.
- Los clubes de Liga 1 participan en la competición desde los Treintaiseisavos de final.

### Clubes profesionales eliminados por clubes sin la categoría profesional en 2020-21
Los clubes que se encuentran en la categoría Championnat National y no logran ascender en un máximo de 3 temporadas a la Ligue 2, pierden el estatus de club profesional. Estos son los resultados de equipos no profesionales que lograron ganarle a los que en la edición 2020-21 tienen la condición de profesional. 
| Ronda                  | Club profesional                 | Club sin la categoría profesional       | diferencia de categorías |
| ---------------------- | -------------------------------- | --------------------------------------- | ------------------------ |
| 5 Ronda                | Bourg-en-Bresse (National)       | GOAL F. C. (National 2)                 | 1                        |
| 6 Ronda                | Mans FC (National)               | Acróbatas de Châteaubriant (National 2) | 1                        |
| 6 Ronda                | US Orléans (National)            | SO Romorantin (National 2)              | 1                        |
| Dieciseisavos de final | Football Club Lorient (Ligue 1)  | Le Puy Foot (National 2)                | 3                        |
| Dieciseisavos de final | Olympique de Marsella (Ligue 1)  | Canet Roussillon FC (National 2)        | 3                        |
| Cuartos de final       | Toulouse Football Club (Ligue 2) | GFA Rumilly (National 2)                | 2                        |

## Equipos clasificados a octavos de final
| Clubes clasificados         | Clubes clasificados          | Clubes clasificados      | Clubes clasificados   |
| --------------------------- | ---------------------------- | ------------------------ | --------------------- |
| Angers SCO (L1)             | Paris Saint-Germain (L1)     | Olympique Lyon (L1)      | FC Metz (L1)          |
| Montpellier Hérault SC (L1) | Lille OSC (L1)               | AS Monaco (L1)           | Toulouse FC (L2)      |
| US Boulogne (N1)            | Red Star FC (N1)             | Le Puy Foot (N2)         | GFA Rumilly (N2)      |
| CS Sedan Ardennes (N2)      | Acróbatas Châteaubriant (N2) | Canet Roussillon FC (N2) | Olympique Saumur (N3) |

## Cuadro de desarrollo
Se realiza un sorteo en cada fase. 
|  | Octavos de final           | Octavos de final       |                                  |       | Cuartos de final | Cuartos de final |  |  | Semifinales | Semifinales |  |  | Final | Final |
|  |                            |                        |                                  |       |                  |                  |  |  |             |             |  |  |       |       |
|  | 7 de abril – Perpiñán      |                        |                                  |       |                  |                  |  |  |             |             |  |  |       |       |
|  |                            |                        |                                  |       |                  |                  |  |  |             |             |  |  |       |       |
|  | Canet Roussillon FC        | 1                      |                                  |       |                  |                  |  |  |             |             |  |  |       |       |
|  | Canet Roussillon FC        | 1                      | 20 de abril – Perpiñán           |       |                  |                  |  |  |             |             |  |  |       |       |
|  | US Boulogne                | 0                      |                                  |       |                  |                  |  |  |             |             |  |  |       |       |
|  | US Boulogne                | 0                      | Canet Roussillon FC              | 1     |                  |                  |  |  |             |             |  |  |       |       |
|  | 7 de abril – Châteaubriant |                        | Canet Roussillon FC              | 1     |                  |                  |  |  |             |             |  |  |       |       |
|  |                            | Montpellier Hérault SC | 2                                |       |                  |                  |  |  |             |             |  |  |       |       |
|  | Acróbatas de Châteaubriant | Montpellier Hérault SC | 2                                | 0     |                  |                  |  |  |             |             |  |  |       |       |
|  | Acróbatas de Châteaubriant |                        | 12 de mayo – Montpellier         | 0     |                  |                  |  |  |             |             |  |  |       |       |
|  | Montpellier Hérault SC     | 1                      |                                  |       |                  |                  |  |  |             |             |  |  |       |       |
|  | Montpellier Hérault SC     | 1                      | Montpellier Hérault SC           | 2 (5) |                  |                  |  |  |             |             |  |  |       |       |
|  | 17 de marzo – París        |                        | Montpellier Hérault SC           | 2 (5) |                  |                  |  |  |             |             |  |  |       |       |
|  |                            | Paris Saint-Germain    | 2 (6)                            |       |                  |                  |  |  |             |             |  |  |       |       |
|  | Paris Saint-Germain        | Paris Saint-Germain    | 2 (6)                            | 3     |                  |                  |  |  |             |             |  |  |       |       |
|  | Paris Saint-Germain        | 21 de abril – París    |                                  | 3     |                  |                  |  |  |             |             |  |  |       |       |
|  | Lille OSC                  | 0                      |                                  |       |                  |                  |  |  |             |             |  |  |       |       |
|  | Lille OSC                  | 0                      | Paris Saint-Germain              | 5     |                  |                  |  |  |             |             |  |  |       |       |
|  | 7 de abril – Sedan         |                        | Paris Saint-Germain              | 5     |                  |                  |  |  |             |             |  |  |       |       |
|  |                            | Angers SCO             | 0                                |       |                  |                  |  |  |             |             |  |  |       |       |
|  | CS Sedan Ardennes          | Angers SCO             | 0                                | 0     |                  |                  |  |  |             |             |  |  |       |       |
|  | CS Sedan Ardennes          |                        | 19 de mayo de 2021 – Saint-Denis | 0     |                  |                  |  |  |             |             |  |  |       |       |
|  | Angers SCO                 | 1                      |                                  |       |                  |                  |  |  |             |             |  |  |       |       |
|  | Angers SCO                 | 1                      | Paris Saint-Germain              | 2     |                  |                  |  |  |             |             |  |  |       |       |
|  | 7 de abril – Rumilly       |                        | Paris Saint-Germain              | 2     |                  |                  |  |  |             |             |  |  |       |       |
|  |                            | A S Monaco             | 0                                |       |                  |                  |  |  |             |             |  |  |       |       |
|  | GFA Rumilly                | A S Monaco             | 0                                | 4     |                  |                  |  |  |             |             |  |  |       |       |
|  | GFA Rumilly                | 20 de abril – Rumilly  |                                  | 4     |                  |                  |  |  |             |             |  |  |       |       |
|  | Le Puy Foot                | 0                      |                                  |       |                  |                  |  |  |             |             |  |  |       |       |
|  | Le Puy Foot                | 0                      | GFA Rumilly                      | 2     |                  |                  |  |  |             |             |  |  |       |       |
|  | 7 de abril – Saumur        |                        | GFA Rumilly                      | 2     |                  |                  |  |  |             |             |  |  |       |       |
|  |                            | Toulouse FC            | 0                                |       |                  |                  |  |  |             |             |  |  |       |       |
|  | Olympique Saumur           | Toulouse FC            | 0                                | 1     |                  |                  |  |  |             |             |  |  |       |       |
|  | Olympique Saumur           |                        | 13 de mayo – Rumilly             | 1     |                  |                  |  |  |             |             |  |  |       |       |
|  | Toulouse FC                | 2                      |                                  |       |                  |                  |  |  |             |             |  |  |       |       |
|  | Toulouse FC                | 2                      | GFA Rumilly                      | 1     |                  |                  |  |  |             |             |  |  |       |       |
|  | 7 de abril – París         |                        | GFA Rumilly                      | 1     |                  |                  |  |  |             |             |  |  |       |       |
|  |                            | A S Monaco             | 5                                |       |                  |                  |  |  |             |             |  |  |       |       |
|  | Red Star FC                | A S Monaco             | 5                                | 2 (4) |                  |                  |  |  |             |             |  |  |       |       |
|  | Red Star FC                | 21 de abril – Lyon     |                                  | 2 (4) |                  |                  |  |  |             |             |  |  |       |       |
|  | Olympique Lyon             | 2 (5)                  |                                  |       |                  |                  |  |  |             |             |  |  |       |       |
|  | Olympique Lyon             | 2 (5)                  | Olympique Lyon                   | 0     |                  |                  |  |  |             |             |  |  |       |       |
|  | 7 de abril – Monaco        |                        | Olympique Lyon                   | 0     |                  |                  |  |  |             |             |  |  |       |       |
|  |                            | A S Monaco             | 2                                |       |                  |                  |  |  |             |             |  |  |       |       |
|  | AS Monaco                  | A S Monaco             | 2                                | 0 (5) |                  |                  |  |  |             |             |  |  |       |       |
|  | AS Monaco                  |                        |                                  | 0 (5) |                  |                  |  |  |             |             |  |  |       |       |
|  | FC Metz                    | 0 (4)                  |                                  |       |                  |                  |  |  |             |             |  |  |       |       |
|  | FC Metz                    | 0 (4)                  |                                  |       |                  |                  |  |  |             |             |  |  |       |       |

Nota: las banderas son proposiciones representativas por región, departamento o territorio histórico. En Francia no es habitual utilizar banderas de las regiones o departamentos. 

### Octavos de final
| 17 de marzo de 2021 | Paris Saint-Germain                   | 3:0 (2:0) | Lille OSC | Parque de los Príncipes, París |                           |
|                     | - Icardi 9' - Mbappé 41' (pen.) 90+3' | Reporte   |           | Árbitro(s): Willy Delajod      | Árbitro(s): Willy Delajod |

| 6 de abril de 2021 | AS Monaco                                            | 0:0 (0:0) (5:4 p.)         | Metz                                  | Stade Louis II, Mónaco      |  |
|                    |                                                      |                            |                                       | Árbitro(s): Jérémie Pignard |  |
|                    |                                                      | Tiros desde el punto penal |                                       |                             |  |
|                    | Ben Yedder · Volland · Sidibé · Fàbregas · Jovetić · |                            | Sarr · Yade · Ambrose · Maïga · Bronn |                             |  |

| 7 de abril de 2021 | GFA Rumilly                                               | 4:0 (1:0) | Le Puy Foot | Stade des Grangettes, Rumilly |                           |
|                    | - Pétrier 12' - Peuget 83' (pen.) - Gay 85' - Aduma 90+3' |           |             | Árbitro(s): Florent Batta     | Árbitro(s): Florent Batta |

| 7 de abril de 2021 | Sedan Ardennes | 0:1 (0:1) | Angers SCO    | Stade Louis-Dugauguez, Sedán |                             |
|                    |                |           | - Manceau 25' | Árbitro(s): Eric Wattellier  | Árbitro(s): Eric Wattellier |

| 7 de abril de 2021 | Olympique Saumur | 1:2 (1:1) | Toulouse                            | Stade des Rives du Thouet, Saumur |                         |
|                    | - Bouhoutt 32'   |           | - Spierings 20' (pen.) - Bangré 67' | Árbitro(s): Johan Hamel           | Árbitro(s): Johan Hamel |

| 7 de abril de 2021 | Canet Roussillon | 1:0 (1:0) | US Boulogne | Stade Gilbert-Brutus, Perpiñán      |                                     |
|                    | - Bai 42'        |           |             | Árbitro(s): Hakim Ben El Hadj Salem | Árbitro(s): Hakim Ben El Hadj Salem |

| 7 de abril de 2021 | Acróbatas de Châteaubriant | 0:1 (0:0) | Montpellier Hérault SC | Stade de la Ville en Bois, Châteaubriant |                          |
|                    |                            |           | - Mollet 61'           | Árbitro(s): Ruddy Buquet                 | Árbitro(s): Ruddy Buquet |

| 8 de abril de 2021 | Red Star                                         | 2:2 (0:2) (4:5 p.)         | Olympique Lyon                                   | Stade de Paris, París          |                                |
|                    | - Meïssa Ba 61' - Roye 74'                       |                            | - Paquetá 28' - Depay 44'                        | Árbitro(s): Jérôme Miguelgorry | Árbitro(s): Jérôme Miguelgorry |
|                    |                                                  | Tiros desde el punto penal |                                                  |                                |                                |
|                    | Meïssa Ba · Durand · Dzabana · Michel · N'Doye · |                            | Guimarães · Paquetá · Marcelo · Denayer · Ekambi |                                |                                |

### Cuartos de final
| 20 de abril de 2021 | GFA Rumilly                         | 2:0 (1:0) | Toulouse F C | Stade des Grangettes, Rumilly |                            |
|                     | - Guillaud 19' - Rouault 83' (a.g.) |           |              | Árbitro(s): Jérôme Brisard    | Árbitro(s): Jérôme Brisard |

| 20 de abril de 2021 | Canet Roussillon F C | 1:2 (1:0) | Montpellier Hérault SC  | Stade Gilbert-Brutus, Perpiñán |                           |
|                     | - Ouadoudi 25'       |           | - Delort 60' 84' (pen.) | Árbitro(s): Mikael Lesage      | Árbitro(s): Mikael Lesage |

| 21 de abril de 2021 | Paris Saint-Germain                                   | 5:0 (2:0) | Angers S C O | Parque de los Príncipes, París |                            |
|                     | - Icardi 9' 68' 90' - Manceau 23' (a.g.) - Neymar 65' |           |              | Árbitro(s): Amaury Delerue     | Árbitro(s): Amaury Delerue |

| 21 de abril de 2021 | Olympique Lyon | 0:2 (0:0) | A S Monaco                            | Groupama Stadium, Décines-Charpieu |                                |
|                     |                |           | - Ben Yedder 54' (pen.) - Volland 61' | Árbitro(s): Stéphanie Frappart     | Árbitro(s): Stéphanie Frappart |

### Semifinales
| 12 de mayo de 2021 | Montpellier Hérault SC                                     | 2:2 (1:1) (5:6 p.)         | Paris Saint-Germain                                       | Stade de la Mosson, Montpellier |                             |
|                    | - Laborde 45' - Delort 83'                                 |                            | - Mbappé 10' 50'                                          | Árbitro(s): Jérémie Pignard     | Árbitro(s): Jérémie Pignard |
|                    |                                                            | Tiros desde el punto penal |                                                           |                                 |                             |
|                    | Savanier · Delort · Mavididi · Ristić · Laborde · Sambia · |                            | Di María · Draxler · Paredes · Marquinhos · Neymar · Kean |                                 |                             |

| 13 de mayo de 2021 | GFA Rumilly  | 1:5 (1:3) | AS Monaco                                                                           | Stade des Grangettes, Rumilly |                          |
|                    | - Peuget 20' |           | - Pétrier 27' (a.g.) - Tchouaméni 32' - Ben Yedder 55' - Fàbregas 78' - Golovin 82' | Árbitro(s): Ruddy Buquet      | Árbitro(s): Ruddy Buquet |

### Final
| 19 de mayo de 2021 | A. S. Mónaco | 0:2 (0:1) | París Saint-Germain       | Stade de France, Saint-Denis  |                               |
|                    |              |           | - Icardi 19' - Mbappé 81' | Árbitro(s): François Letexier | Árbitro(s): François Letexier |

| 1     | Guardameta     | Radosław Majecki    |     |
| 29    | Defensa        | Djibril Sidibé      |     |
| 20    | Defensa        | Axel Disasi         | 74' |
| 3     | Defensa        | Guillermo Maripán   |     |
| 12    | Defensa        | Caio Henrique       |     |
| 8     | Centrocampista | Aurélien Tchouaméni |     |
| 17    | Centrocampista | Aleksandr Golovin   |     |
| 22    | Centrocampista | Youssouf Fofana     | 60' |
| 26    | Centrocampista | Ruben Aguilar       | 45' |
| 31    | Centrocampista | Kevin Volland       | 74' |
| 9     | Delantero      | Wissam Ben Yedder   | 60' |
| D. T. | D. T.          | Niko Kovač          |     |

| 1     | Guardameta     | Keylor Navas        |     |
| 24    | Defensa        | Alessandro Florenzi | 68' |
| 5     | Defensa        | Marquinhos          |     |
| 4     | Defensa        | Thilo Kehrer        |     |
| 22    | Defensa        | Abdou Diallo        |     |
| 15    | Centrocampista | Danilo Pereira      |     |
| 8     | Centrocampista | Leandro Paredes     | 79' |
| 27    | Centrocampista | Idrissa Gueye       |     |
| 11    | Delantero      | Ángel Di María      | 90' |
| 7     | Delantero      | Kylian Mbappé       |     |
| 9     | Delantero      | Mauro Icardi        | 79' |
| D. T. | D. T.          | Mauricio Pochettino |     |

| 27 | Delantero      | Krépin Diatta     | 45' |
| 10 | Delantero      | Stevan Jovetić    | 60' |
| 11 | Centrocampista | Gelson Martins    | 60' |
| 32 | Defensa        | Benoît Badiashile | 74' |
| 4  | Centrocampista | Cesc Fàbregas     | 74' |

| 31 | Defensa        | Colin Dagba   | 68' |
| 18 | Delantero      | Moise Kean    | 79' |
| 21 | Centrocampista | Ander Herrera | 79' |
| 19 | Centrocampista | Pablo Sarabia | 90' |

| 19' · 81' | Mauro Icardi Kylian Mbappé | 0:1 0:2 |

| 86' | Marquinhos |

| Principal  | François Letexier |
| Asistentes | Cyril Mugnier     |
|            | Mahdi Rahmouni    |
| Cuarto     | Jérémy Stinat     |

| 1     | Guardameta     | Radosław Majecki    |     |
| 29    | Defensa        | Djibril Sidibé      |     |
| 20    | Defensa        | Axel Disasi         | 74' |
| 3     | Defensa        | Guillermo Maripán   |     |
| 12    | Defensa        | Caio Henrique       |     |
| 8     | Centrocampista | Aurélien Tchouaméni |     |
| 17    | Centrocampista | Aleksandr Golovin   |     |
| 22    | Centrocampista | Youssouf Fofana     | 60' |
| 26    | Centrocampista | Ruben Aguilar       | 45' |
| 31    | Centrocampista | Kevin Volland       | 74' |
| 9     | Delantero      | Wissam Ben Yedder   | 60' |
| D. T. | D. T.          | Niko Kovač          |     |

| 1     | Guardameta     | Keylor Navas        |     |
| 24    | Defensa        | Alessandro Florenzi | 68' |
| 5     | Defensa        | Marquinhos          |     |
| 4     | Defensa        | Thilo Kehrer        |     |
| 22    | Defensa        | Abdou Diallo        |     |
| 15    | Centrocampista | Danilo Pereira      |     |
| 8     | Centrocampista | Leandro Paredes     | 79' |
| 27    | Centrocampista | Idrissa Gueye       |     |
| 11    | Delantero      | Ángel Di María      | 90' |
| 7     | Delantero      | Kylian Mbappé       |     |
| 9     | Delantero      | Mauro Icardi        | 79' |
| D. T. | D. T.          | Mauricio Pochettino |     |

| 27 | Delantero      | Krépin Diatta     | 45' |
| 10 | Delantero      | Stevan Jovetić    | 60' |
| 11 | Centrocampista | Gelson Martins    | 60' |
| 32 | Defensa        | Benoît Badiashile | 74' |
| 4  | Centrocampista | Cesc Fàbregas     | 74' |

| 31 | Defensa        | Colin Dagba   | 68' |
| 18 | Delantero      | Moise Kean    | 79' |
| 21 | Centrocampista | Ander Herrera | 79' |
| 19 | Centrocampista | Pablo Sarabia | 90' |

| 19' · 81' | Mauro Icardi Kylian Mbappé | 0:1 0:2 |

| 86' | Marquinhos |

| Principal  | François Letexier |
| Asistentes | Cyril Mugnier     |
|            | Mahdi Rahmouni    |
| Cuarto     | Jérémy Stinat     |

| 1     | Guardameta     | Radosław Majecki    |     |
| 29    | Defensa        | Djibril Sidibé      |     |
| 20    | Defensa        | Axel Disasi         | 74' |
| 3     | Defensa        | Guillermo Maripán   |     |
| 12    | Defensa        | Caio Henrique       |     |
| 8     | Centrocampista | Aurélien Tchouaméni |     |
| 17    | Centrocampista | Aleksandr Golovin   |     |
| 22    | Centrocampista | Youssouf Fofana     | 60' |
| 26    | Centrocampista | Ruben Aguilar       | 45' |
| 31    | Centrocampista | Kevin Volland       | 74' |
| 9     | Delantero      | Wissam Ben Yedder   | 60' |
| D. T. | D. T.          | Niko Kovač          |     |

| 1     | Guardameta     | Keylor Navas        |     |
| 24    | Defensa        | Alessandro Florenzi | 68' |
| 5     | Defensa        | Marquinhos          |     |
| 4     | Defensa        | Thilo Kehrer        |     |
| 22    | Defensa        | Abdou Diallo        |     |
| 15    | Centrocampista | Danilo Pereira      |     |
| 8     | Centrocampista | Leandro Paredes     | 79' |
| 27    | Centrocampista | Idrissa Gueye       |     |
| 11    | Delantero      | Ángel Di María      | 90' |
| 7     | Delantero      | Kylian Mbappé       |     |
| 9     | Delantero      | Mauro Icardi        | 79' |
| D. T. | D. T.          | Mauricio Pochettino |     |

| 27 | Delantero      | Krépin Diatta     | 45' |
| 10 | Delantero      | Stevan Jovetić    | 60' |
| 11 | Centrocampista | Gelson Martins    | 60' |
| 32 | Defensa        | Benoît Badiashile | 74' |
| 4  | Centrocampista | Cesc Fàbregas     | 74' |

| 31 | Defensa        | Colin Dagba   | 68' |
| 18 | Delantero      | Moise Kean    | 79' |
| 21 | Centrocampista | Ander Herrera | 79' |
| 19 | Centrocampista | Pablo Sarabia | 90' |

| 19' · 81' | Mauro Icardi Kylian Mbappé | 0:1 0:2 |

| 86' | Marquinhos |

| Principal  | François Letexier |
| Asistentes | Cyril Mugnier     |
|            | Mahdi Rahmouni    |
| Cuarto     | Jérémy Stinat     |

| 1     | Guardameta     | Radosław Majecki    |     |
| 29    | Defensa        | Djibril Sidibé      |     |
| 20    | Defensa        | Axel Disasi         | 74' |
| 3     | Defensa        | Guillermo Maripán   |     |
| 12    | Defensa        | Caio Henrique       |     |
| 8     | Centrocampista | Aurélien Tchouaméni |     |
| 17    | Centrocampista | Aleksandr Golovin   |     |
| 22    | Centrocampista | Youssouf Fofana     | 60' |
| 26    | Centrocampista | Ruben Aguilar       | 45' |
| 31    | Centrocampista | Kevin Volland       | 74' |
| 9     | Delantero      | Wissam Ben Yedder   | 60' |
| D. T. | D. T.          | Niko Kovač          |     |

| 1     | Guardameta     | Keylor Navas        |     |
| 24    | Defensa        | Alessandro Florenzi | 68' |
| 5     | Defensa        | Marquinhos          |     |
| 4     | Defensa        | Thilo Kehrer        |     |
| 22    | Defensa        | Abdou Diallo        |     |
| 15    | Centrocampista | Danilo Pereira      |     |
| 8     | Centrocampista | Leandro Paredes     | 79' |
| 27    | Centrocampista | Idrissa Gueye       |     |
| 11    | Delantero      | Ángel Di María      | 90' |
| 7     | Delantero      | Kylian Mbappé       |     |
| 9     | Delantero      | Mauro Icardi        | 79' |
| D. T. | D. T.          | Mauricio Pochettino |     |

| 27 | Delantero      | Krépin Diatta     | 45' |
| 10 | Delantero      | Stevan Jovetić    | 60' |
| 11 | Centrocampista | Gelson Martins    | 60' |
| 32 | Defensa        | Benoît Badiashile | 74' |
| 4  | Centrocampista | Cesc Fàbregas     | 74' |

| 31 | Defensa        | Colin Dagba   | 68' |
| 18 | Delantero      | Moise Kean    | 79' |
| 21 | Centrocampista | Ander Herrera | 79' |
| 19 | Centrocampista | Pablo Sarabia | 90' |

| 19' · 81' | Mauro Icardi Kylian Mbappé | 0:1 0:2 |

| 86' | Marquinhos |

| Principal  | François Letexier |
| Asistentes | Cyril Mugnier     |
|            | Mahdi Rahmouni    |
| Cuarto     | Jérémy Stinat     |

## Campeón
|                             |
| Campeón París Saint-Germain |
| 14° título                  |